# Jean-Luc Thiébaut
Jean-Luc Thiébaut (* 29. Dezember 1960 in Metz) ist ein ehemaliger französischer Handballspieler.

## Karriere

### Verein
Jean-Luc Thiébaut lernte das Handballspielen in seiner Heimatstadt bei Montigny-lès-Metz und SMEC Metz. Ab 1979 lief der Torwart für den Paris Université Club in der ersten französischen Liga auf. Mit Paris gewann er die Challenge de France. Nach drei Jahren bei Stella Saint-Maur Handball kehrte er 1984 zu SMEC Metz zurück. In der Saison 1988/89 wurde er zum besten Torwart der Liga gewählt. Nach dem Abstieg in die zweite Liga in der Saison 1990/91 wechselte Thiébaut zum Erstligisten US Ivry HB. Mit Ivry wurde er 1993 Vizemeister. Ab 1994 spielte er erneut für Metz.

### Nationalmannschaft
In der französischen Nationalmannschaft debütierte Thiébaut im Jahr 1983. Mit Frankreich gewann er die Silbermedaille bei den Mittelmeerspielen 1987, die Bronzemedaille bei den Olympischen Spielen 1992 in Barcelona und die Silbermedaille bei der Weltmeisterschaft 1993. Insgesamt bestritt er 144 Länderspiele.